# Peur sur la base
Pour plus de détails, voir Fiche technique et Distribution.
Peur sur la base est un téléfilm franco-belge réalisé en 2017 par Laurence Katrian, sur un scénario d'Alexandra Deman et Laurence Katrian.
Cette fiction est une coproduction de Troisième Œil Story, Be-Films et la RTBF (télévision belge), avec la participation de France Télévisions, de la Radio télévision suisse (RTS), de la Région Bretagne et de 13e rue.
Elle a été diffusée en Belgique le 28 octobre 2017 sur La Une, en Suisse sur RTS Un, le 2 mars 2018 et, en France sur France 3 le 3 mars 2018.

## Fiche technique
Source : festival-fictiontv.com.  
- Titre : Peur sur la base
- Réalisation : Laurence Katrian
- Scénario, adaptation et dialogues : Alexandra Deman, en collaboration avec Laurence Katrian
- Produit par : Marie-Hélène Pages, Sidonie Cohen de Lara
- Directeur de la photographie : Éric Guichard
- Monteuse : Linda Bechat-Naud
- Chef décorateur : Vanessa Clert
- Ingénieur du son :  Antoine Mazan
- Musique : François Staal
- Production : Troisième Œil Story, Be-Films, RTBF (Télévision belge)[1]
- Avec la participation de : France Télévisions, Radio télévision suisse (RTS), Région Bretagne, 13e rue
- Genre : Policier
- Durée : 90 minutes (1 h 30 minutes)
- Dates des premières diffusions :
  -  Belgique : 28 octobre 2017 sur La Une (RTBF)
  -  France : 14 septembre 2017 (avant-première au Festival de la fiction de La Rochelle), 9 octobre 2017 (avant-première à Brest)[3], 3 mars 2018 sur France 3
  -  Suisse : 2 mars 2018 sur RTS Un

## Distribution
- Audrey Fleurot :  adjudant-chef Odessa Berken
- Philippe Lefebvre : Samuel Delaunay, médecin légiste
- Maryne Bertieaux : adjudant-chef Axelle Deschamps
- Cyril Descours : second maître Nathan Berken
- Charles Clément : capitaine de frégate Frédéric Le Gall
- Dimitri Storoge : lieutenant de vaisseau Simon Rodic
- Diouc Koma : adjudant-chef Xavier Zuma
- Samia Sassi : Claire Molina
- Zacharie Chasseriaud : second maître Guillaume Pontoise
- Antojo : Hervé Lebel
- Laurent Spielvogel : amiral Bodrillan

## Production

### Sujet
Un accord passé entre la ministre des Armées et la Guilde française des scénaristes permet de développer plusieurs projets de fictions télévisuelles autour de l'armée. Les équipes de tournage disposent ainsi de lieux de tournage, de matériel et de conseils techniques.
Le titre est initialement Péril sur la base.

### Tournage
Le téléfilm a été tourné à Brest du 6 au 30 juin 2017.
Il a été tourné à 70 % dans la base navale de Brest. Parmi les autres lieux de tournage, il y a le plateau des Capucins, les alentours de la place de la Liberté, l'entrée du jardin Kennedy, l'intérieur du cercle naval et également dans le bureau du maire qui sera le cadre du bureau de l'amiral dans l'histoire. D'autres scènes ont été tournées dans les environs de Brest, par exemple à la plage du Petit Minou, ou encore  au pont de Térénez et au cimetière des navires de Landévennec où l'on aperçoit à couple la frégate Aconit et la frégate Duguay-Trouin qui tient le rôle du navire fictif La Constantine où le meurtrier est arrêté, à bord de la vedette de gendarmerie P615 Penfeld, mais aussi dans le téléphérique de Brest.
Les militaires présents sur la base ont guidé les acteurs pour appliquer au mieux le protocole militaire.

## Accueil critique
Moustique estime que le téléfilm « s'appuie sur un casting solide et un scénario riche en rebondissements ».  

## Audience
La diffusion du samedi 3 mars 2018 en première partie de soirée sur France 3 a rassemblé 4 272 000 personnes, en France, soit 19 % de part d'audience.